# Bangui M’Poko nemzetközi repülőtér
A Bangui M’Poko nemzetközi repülőtér (IATA: BGF, ICAO: FEFF) a Közép-afrikai Köztársaság fővárosának, Banguinak a repülőtere. A repülőtér a város központjától mintegy 4 km-re nyugatra fekszik.
2004-ben a repülőtéren 53 862 utas fordult meg. Éves utasforgalma 156 995 fő (2016).

## Légitársaságok és célállomások
- Afriqiyah Airways (Tripoli)
- Air France (Párizs - Párizs-Charles de Gaulle repülőtér)
- TAAG Angola Airlines (Brazzaville, Douala, Pointe-Noire, Luanda)
- Toumaï Air Tchad (Brazzaville, Cotonou, Douala, Libreville, Lomé, N'Djamena)
- Aero Benin (Douala)

## Forgalom
Az utasforgalom az elmúlt években az alábbi módon változott:
| Utasok száma | 12 666 | 53 862 | 52 854 | 66 058 | 97 633 | 107 079 | 11 600 | 128 235 | 156 995 |
|              | 2003   | 2004   | 2005   | 2006   | 2007   | 2008    | 2014   | 2015    | 2016    |

## Balesetek
1997. augusztus 3-án az Air Afrique légitársaság Boeing 737-242C típusú repülőgépe futóművének egyik kereke felszállás közben, 200 km/h sebességnél defektet kapott. A repülőgép kicsúszott a futópályáról a bokrok közé, majd a kifutó végétől 130 m-re állt meg, és füst borította el. A baleset során mindkét hajtómű és a bal oldali főfutómű leszakadt. A balesetnek nem voltak áldozatai.